# T-70 (Traktor)
Der T-70 (russisch T-70) ist ein sowjetischer und später moldawischer Kettentraktor, der ab 1974 im Kischinjowski Traktorny Sawod (dt. Kischinauer Traktorenwerk, kurz КТЗ bzw. KTS) produziert wurde. Er ist der Nachfolger des ähnlichen T-54W und basiert technisch auf dem bekannten Radtraktor MTZ-80 aus dem Minski Traktorny Sawod.

## Fahrzeuggeschichte
Bereits die beiden Vorgängermodelle, der T-50W und T-54W, waren Kettentraktoren und basierten auf Radtraktoren aus dem Minski Traktorny Sawod. Als dieses 1974 mit der Fertigung des MTZ-80 begann, wurde auch bei KTS mit dem T-70 ein neues Modell eingeführt. Wesentliche Komponenten des Radtraktors wurden übernommen, darunter Motor und Schaltgetriebe (ohne zusätzliche Untersetzung). Das Gleiskettenfahrwerk wurde im Vergleich zum Vorgänger verlängert und verbreitert. Außerdem erhielt der Traktor im Laufe der Produktionszeit eine andere Kabine und Motorhaube als der T-54W.
Es wurden verschiedene Versionen des Fahrzeugs gebaut, die sich in verschiedenen Details unterschieden. Das sind unter anderem:
- T-70A – Für den Einsatz im Gartenbau, ebenfalls für die allgemeine Landwirtschaft geeignet.
- T-70S – Für den Anbau von Zuckerrüben gedacht, gebaut von 1975 bis 1988.
- T-70SM – Modernisierte Version des Modells T-70S, gebaut von 1988 bis Produktionsende.
- T-70W – Spezielle Version für den Weinanbau, geeignet um steilere Hänge zu befahren.
- T-70W-Ch – Spezialversion für den Hopfenanbau.

In der Zeit von 1986 bis 1990 wurden im Schnitt etwa 12.000 der Traktoren pro Jahr von KTS gebaut. Auch nach dem Zerfall der Sowjetunion wurde der Traktor weiter gefertigt, das Herstellerwerk lag nun im neu gegründeten Staat Moldawien. Die Produktion endete 2008 nach 34 Jahren, da das Unternehmen in diesem Jahr für bankrott erklärt wurde.
2014 gründete sich ein Unternehmen in Kischinau mit dem Plan, den T-70 wieder zu fertigen. Ob dieses Vorhaben realisiert wurde, ist nicht bekannt.

## Technische Daten
Die nachfolgenden Daten gelten für die Version T-70S.
- Motor: Vierzylinder-Viertakt-Dieselmotor
- Motortyp: D-240 sowie D-241
- Leistung: 70 bis 75 PS (51 bis 55 kW) bei 2100 min−1
- Drehmomentanstieg: mindestens 12 %
- Hubraum: 4,75 l
- Bohrung: 110 mm
- Hub: 125 mm
- Anlasser: Elektromotor
- spezifischer Kraftstoffverbrauch: 190 g/PSh (258 g/kWh)
- Tankinhalt: 160 l
- Leistungsgewicht: 57 kg/PS
- Zugkraft: maximal 19,6 kN
- Getriebetyp: handgeschaltetes Getriebe mit acht Vorwärts- und zwei Rückwärtsgängen
- Geschwindigkeiten:
  - vorwärts: 1,36–11,36 km/h
  - rückwärts: 2,86–4,86 km/h
- Hydraulikanlage hinten
- Zapfwelle hinten, verschieden schaltbar:
  - fahrkupplungsabhängig, 5,34 Umdrehungen pro Meter Fahrstrecke
  - fahrtkupplungsunabhängig: 540 oder 1000 min−1

Abmessungen und Gewichte
- Bodenfreiheit: 460 mm
- Spurweite: 1350 mm
- Kettenbreite: 200 mm
- Radstand: 1895 mm zwischen den Kettenrädern
- Gewicht: 4000 kg
- Motorgewicht: 490 kg
- spezifischer Bodendruck: 6,86 N/cm²